# Argiocnemis rubescens
Argiocnemis rubescens – gatunek ważki z rodziny łątkowatych (Coenagrionidae). Występuje od północno-wschodnich Indii i południowych Chin przez Azję Południowo-Wschodnią po Nową Gwineę i Australię.